# Francesco Granacci

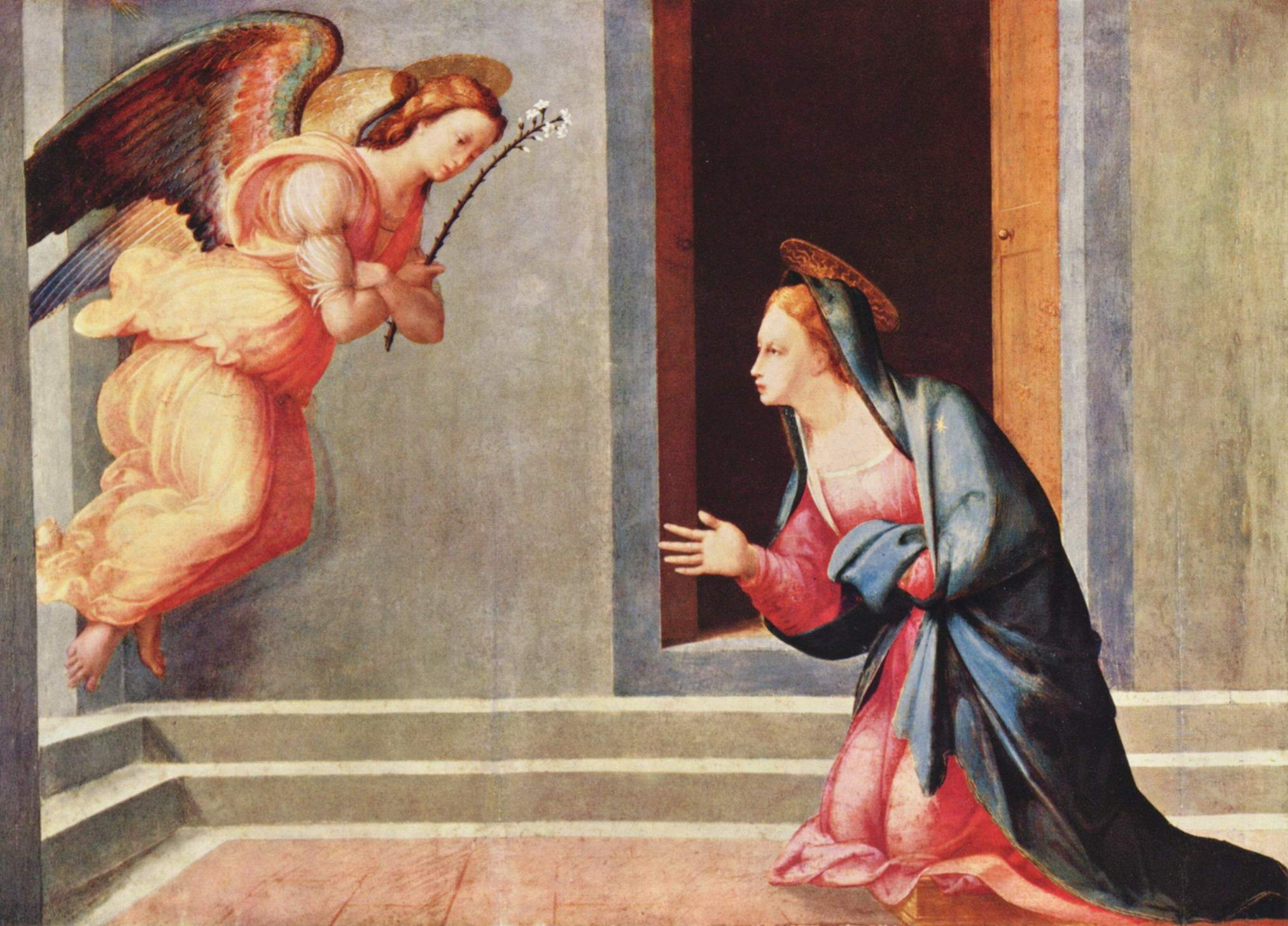
Verkündigung an Maria

Francesco d'Andrea di Marco Granacci (* 1469 in Villamagna; † 30. November 1543 in Florenz) war ein Maler der italienischen Renaissance und lebenslanger Freund Michelangelos. Er wird in Giorgio Vasaris Viten erwähnt.

## Leben
Granaccis künstlerische Laufbahn begann wahrscheinlich Mitte der 1480er, als er als Lehrling in die Werkstatt des Domenico Ghirlandaio eintrat. Dort traf er auch auf Michelangelo, der ihm ein lebenslanger Freund bleiben sollte. Als Gehilfe beteiligte er sich in der Werkstatt mehrfach an den Bildern seines Meisters. So half er z. B. an den Fresken in San Marco mit, die von Lorenzo de’ Medici in Auftrag gegeben worden waren. Als daraufhin der Bildhauer Bertoldo di Giovanni, ein Schüler Donatellos, Lehrlinge für seinen Bildhauergarten bei San Marco suchte, siedelte der junge Granacci zusammen mit Michelangelo, der sich von Natur aus von der Bildhauerei mehr angezogen fühlte, in dessen Werkstatt über. 
Nach Beendigung seiner Lehre als Bildhauer wandte sich Granacci von beiden gelernten Techniken, der Freskomalerei und Bildhauerei, ab, und begann sich der Tempera- und Ölmalerei zu widmen. Seine frühen Arbeiten, wie z. B. vier Geschichten aus dem Leben Johannes des Täufers, die Anbetung der heiligen drei Könige oder die Madonna mit dem heiligen Thomas, zeigen in Lichtführung und Farbauftrag einen starken Einfluss von seinem Lehrer Ghirlandaio und dessen zeitweiligem Mitarbeiter Filippino Lippi auf. 1508 reiste Granacci nach Rom, um mit anderen alten Gefährten aus der Werkstatt Ghirlandaios seinem Freund Michelangelo bei der Bemalung der Sixtinischen Decke zu helfen. Der Aufenthalt währte allerdings nur kurz, da Michelangelo nach Fertigstellung des Kartons aufgrund dessen mangelnder Qualität beschloss, die Arbeit selbst zu erledigen und seine Assistenten entließ. 
Zurück in Florenz entstand noch im selben Jahr eine Madonna mit Kind und den Heiligen Franziskus und Hieronymus für den Konvent der Augustiner von San Gallo.
Nach dem Aufenthalt in Rom begann sich Granaccis Stil zu verändern: So weisen eine Anzahl von Bildern, die nach seiner Rückkehr nach Florenz entstanden, einen manieristischen Einfluss auf, der höchstwahrscheinlich auf Michelangelo zurückzuführen ist. Arbeiten der Jahre 1520–1525 nähern sich hingegen dem Stil Fra Bartolomeos an.
Granacci starb 1543, er wurde in der Kirche Sant' Ambrogio in Florenz beigesetzt.

## Werke (Auswahl)

### Datierte Werke
- Thronende Madonna zwischen dem Erzengel Michael und Johannes dem Täufer ( Staatliche Museen, Berlin)
- ca. 1500, Anbetung des Jesuskindes, Tempera (Honolulu Academy of Arts)
- Vier Geschichten aus dem Leben Johannes des Täufers (New York City, Liverpool und Cleveland)
- 1508, Madonna und Kind mit den Heiligen Franziskus und Hieronymus, (Galleria dell’Academia, Florenz)
- 1510, Die Kreuzigung, Tempera und Gold auf Holz, Mittelteil 48,3 × 29,2 cm; jede Seite 48,3 × 15,2 cm (Metropolitan Museum of Art, New York City)
- ca. 1515, Maria mit dem Kind und zwei Engeln und den Heiligen Franziskus und Zenobius, Holz, 193 × 174 cm  (Galleria dell' Academia, Florenz)
- ca. 1515, Joseph wird ins Gefängnis geführt, Tempera auf Holz, 95 × 224 cm (Galleria degli Uffizi, Florenz)
- 1517–1519, Die Himmelfahrt der Jungfrau, (Ringling Museum of Art, Sarasota)
- 1519, Madonna mit Kind und Johannes, (Museum of Western and Eastern Art, Odessa)
- ca. 1520, Madonna und Kind, Öl auf Holz, 86,7 × 64,5 cm (Metropolitan Museum of Art, New York)
- ca. 1525 Himmelfahrt der Jungfrau Maria und vier Heilige (Galleria dell' Academia, Florenz)
- ca. 1527, Einzug Karls VIII. in Florenz, Öl auf Holz (Galleria degli Uffizi, Florenz)

### Undatierte Werke
- Madonna della Cintola, Öl auf Holz

### Umstrittene Werke
- ca. 1510: Porträt eines Mannes in Rüstung (National Gallery, London)